# Иевлев, Николай Васильевич

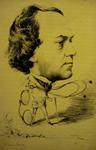
Шарж на неизвестного (Иев. Н.)

Николай Васильевич Иевлев (1834—15 февраля 1866) — русский карикатурист, график, иллюстратор.
Рисовал для многих сатирических журналов: «Искра», «Иллюстрация», «Иллюстрированная Газета», «Гудок» и других. Из отдельных изданий ему принадлежат: «Рисунки к стихотворениям Н. А. Некрасова» (СПб., 1864—1865, 2 тетр.), составленные вместе с А. Лебедевым, и «Шутки художника».
Рисунки, шаржи и карикатуры подписывал Вилевальде, Иев. Н.
Николай Васильевич Иевлев умер от чахотки 15 февраля 1866 года на 32 году жизни.